# Новая Зеландия на летних Олимпийских играх 1952
Новая Зеландия принимала участие в Летних Олимпийских играх 1952 года в Хельсинки (Финляндия) в девятый раз за свою историю и завоевала одну золотую и две бронзовые медали. Сборную страны представляли 12 мужчин и 2 женщины, принимавшие участие в соревнованих по академической гребле, велоспорту, лёгкой атлетике, плаванию и тяжёлой атлетике.

## Медали

### 01!Золото
- Лёгкая атлетика, женщины, прыжок в длину — Иветт Уильямс.

### 03!Бронза
- Лёгкая атлетика, мужчины, 400 метров с препятствиями — Джон Холланд.
- Плавание, женщины, 100 метров на спине — Джин Стюарт.

## Результаты

### Академическая гребля
Спортсменов — 5
| Спортсмен                                                            | Вид                | Отбор. гонка | Отбор. гонка | 1-я доп. гонка | 1-я доп. гонка | 2-я доп. гонка | 2-я доп. гонка | Полуфинал | Полуфинал | Финал     | Финал     |
| Спортсмен                                                            | Вид                | Время        | Место        | Время          | Место          | Время          | Место          | Время     | Место     | Время     | Место     |
| -------------------------------------------------------------------- | ------------------ | ------------ | ------------ | -------------- | -------------- | -------------- | -------------- | --------- | --------- | --------- | --------- |
| Эдвард Джонсон Джон О’Брайен Керри Эшби Уильям Тиннок Колин Джонстон | Четвёрки с рулевым | 7.25,2       | 4            | 7.07,3         | 2              | Не прошли      | Не прошли      | Не прошли | Не прошли | Не прошли | Не прошли |

### Велоспорт
Спортсменов — 2

#### Гонки на треке
Темповые гонки
| Спортсмен       | Вид        | Время  | Место |
| --------------- | ---------- | ------ | ----- |
| Кларенс Симпсон | Гит 1000 м | 1.15,1 | 11    |

Спринтерские гонки
| Спортсмен | Вид                            | Квалификация                                    | Квалификация | Дополн. гонка                                     | Дополн. гонка | 1/4                              | 1/4       | Дополн. гонка   | Дополн. гонка | 1/2             | 1/2       | Дополн. гонка   | Дополн. гонка | Финал           | Финал     |
| Спортсмен | Вид                            | Соперники Время                                 | Место        | Соперники Время                                   | Место         | Соперники Время                  | Место     | Соперники Время | Место         | Соперники Время | Место     | Соперники Время | Место         | Соперники Время | Место     |
| --------- | ------------------------------ | ----------------------------------------------- | ------------ | ------------------------------------------------- | ------------- | -------------------------------- | --------- | --------------- | ------------- | --------------- | --------- | --------------- | ------------- | --------------- | --------- |
| Спринт    | Колин Дикинсон                 | Бела Секереш Джон Миллман Фриц Цигенталлер 11,9 | 4            | Раймонд Робинсон Эрнан Масанес Кеннет Фарнум 12,3 | 3             | Не прошёл                        | Не прошёл | Не прошёл       | Не прошёл     | Не прошёл       | Не прошёл | Не прошёл       | Не прошёл     | Не прошёл       | Не прошёл |
| Тандемы   | Колин Дикинсон Кларенс Симпсон | Фреди Арбер Фриц Цигенталлер 11,3               | 1            |                                                   |               | Франк Ленорман Робер Видаль 11,1 | 2         | Не прошли       | Не прошли     | Не прошли       | Не прошли | Не прошли       | Не прошли     | Не прошли       | Не прошли |

### Лёгкая атлетика
Спортсменов — 4
Мужчины
| Спортсмен      | Вид              | Забег          | Забег | Четвертьфинал | Четвертьфинал | Полуфинал | Полуфинал | Финал     | Финал     |
| Спортсмен      | Вид              | Результат      | Место | Результат     | Место         | Результат | Место     | Результат | Место     |
| -------------- | ---------------- | -------------- | ----- | ------------- | ------------- | --------- | --------- | --------- | --------- |
| Морис Маршалл  | 800м             | 1.56,2         | 4     | Не прошёл     | Не прошёл     | Не прошёл | Не прошёл | Не прошёл | Не прошёл |
| Морис Маршалл  | 1500м            | 4.01,0         | 7     | Не прошёл     | Не прошёл     | Не прошёл | Не прошёл | Не прошёл | Не прошёл |
| Джордж Хоскинс | 1500м            | 3.56,2         | 1     |               |               | 3.52,6    | 11        | Не прошёл | Не прошёл |
| Джордж Хоскинс | 5000м            | Не финишировал | -     | Не прошёл     | Не прошёл     | Не прошёл | Не прошёл | Не прошёл | Не прошёл |
| Джон Холланд   | 400м с барьерами | 53,3           | 1     | 52,2          | 1             | 52,0      | 2         | 52,2      | 3         |

Женщины
| Спортсмен     | Вид            | Квалификация | Квалификация | Финал     | Финал |
| Спортсмен     | Вид            | Результат    | Место        | Результат | Место |
| ------------- | -------------- | ------------ | ------------ | --------- | ----- |
| Иветт Уильямс | Прыжки в длину | 6,16         | 1            | 6,27      | 1     |
| Иветт Уильямс | Толкание ядра  | 12,64        | 10           | 13,35     | 6     |
| Иветт Уильямс | Метание диска  | 41,32        | 6            | 40,48     | 10    |

### Плавание
Спортсменов — 2
Мужчины
| Спортсмен        | Вид           | Заплыв    | Заплыв | Полуфинал | Полуфинал | Финал     | Финал     |
| Спортсмен        | Вид           | Результат | Место  | Результат | Место     | Результат | Место     |
| ---------------- | ------------- | --------- | ------ | --------- | --------- | --------- | --------- |
| Линкольн Харринг | 100м на спине | 1.09,6    | 13     | 1.10,2    | 14        | Не прошёл | Не прошёл |

Женщины
| Спортсмен   | Вид           | Заплыв    | Заплыв | Полуфинал | Полуфинал | Финал     | Финал |
| Спортсмен   | Вид           | Результат | Место  | Результат | Место     | Результат | Место |
| ----------- | ------------- | --------- | ------ | --------- | --------- | --------- | ----- |
| Джин Стюарт | 100м на спине | 1.16,0    | 4      |           |           | 1.15,8    | 3     |

### Тяжёлая атлетика
Спортсменов — 1
| Спортсмен        | Категория | Масса | Жим | Жим | Жим | Рывок | Рывок | Рывок | Толчок | Толчок | Толчок | Всего | Место |
| Спортсмен        | Категория | Масса | 1   | 2   | 3   | 1     | 2     | 3     | 1      | 2      | 3      | Всего | Место |
| ---------------- | --------- | ----- | --- | --- | --- | ----- | ----- | ----- | ------ | ------ | ------ | ----- | ----- |
| Харольд Клегхорн | 56 кг     | 55,10 | 130 | 130 | 135 | 117.5 | 122.5 | 122.5 | 152.5  | 157.5  | 154.5  | 400   | 8     |